# Satyrus atlantea
Satyrus atlantea är en fjärilsart som beskrevs av Ruggero Verity 1927. Satyrus atlantea ingår i släktet Satyrus och familjen praktfjärilar. Inga underarter finns listade.